# Aneta Lemiesz
Aneta Lemiesz (ur. 17 stycznia 1981 w Łodzi) – polska lekkoatletka, specjalizująca się w biegach na 400 i 800 metrów.

## Życiorys
W 1997 roku wystąpiła w Lublanie na mistrzostwach Europy juniorów, gdzie wraz z koleżankami z reprezentacji zajęła piąte miejsce w biegu rozstawnym 4 × 400 metrów. Rok później zdobyła w Moskwie srebrny medal światowych igrzysk młodzieży w biegu na 400 metrów. Brązowa medalistka w sztafecie (indywidualnie nie awansowała do finału biegu na 400 metrów) z mistrzostw Europy juniorów. Jesienią 2000 roku została w Santiago wicemistrzynią świata juniorek w biegu na 400 metrów ustanawiając czasem 52,78 rekord Polski juniorek w tej kategorii wiekowej (pobity w 2012 przez Patrycję Wyciszkiewicz). W 2001 zdobyła brązowy medal młodzieżowych mistrzostw Europy w biegu na 400 metrów oraz wraz z koleżankami zajęła siódmą lokatę w biegu rozstawnym na mistrzostwach świata w Edmonton. Podczas halowych mistrzostw Europy w 2002 roku była członkinią sztafety 4 × 400 metrów, która zdobyła srebrny medal. W kolejnych latach podjęła studia w Stanach Zjednoczonych, gdzie startowała m.in. w mistrzostwach NCAA. Na mistrzostwach Europy w 2006 roku pobiegła na 800 metrów docierając do półfinału. W tym samym sezonie wzięła udział w zawodach pucharu świata. Podczas halowych mistrzostw Europy w Birmingham (2007) indywidualnie dotarła do półfinału biegu na 800 metrów, a wraz z koleżankami z reprezentacji zajęła czwarte miejsce w biegu rozstawnym 4 × 400 metrów. Reprezentantka Polski w pucharze Europy. Złota medalistka mistrzostw świata weteranów. Mimo ukończonych 40 lat nadal regularnie startuje w zawodach lekkoatletycznych, m.in. jako ceniony pacemaker (zawodnik dyktujący tempo). W 2021 r. trzykrotnie poprawiała halowy rekord świata w biegu na 400 m w swojej kategorii wiekowej (kolejno: 55,44, 55,39, 54,80). Obecnie pracuje w Polskim Związku Lekkiej Atletyki, w 2011 nagrodzona przez European Athletics. Była żoną Michała Kaczmarka, polskiego długodystansowca.
Od 2020 roku reprezentuje klub KS Lemiesz Team Warszawa. Wcześniej trenowała w klubach Warszawianka, RK Athletics Warszawa, ZKS Schöller Namysłów i MKS Aleksandrów.

## Rekordy życiowe
- bieg na 400 metrów – stadion: 52,68 (17 czerwca 2001, Warszawa i 2 września 2006, Wrocław), hala – 53,12 (18 lutego 2007, Spała);
- bieg na 800 metrów – stadion: 1:59,93 (11 czerwca 2006, Victoria), hala – 2:01,32 (11 lutego 2007, Karlsruhe).

## Osiągnięcia
| Rok  | Impreza                        | Miejsce    | Konkurencja        | Lokata     | Wynik   |
| ---- | ------------------------------ | ---------- | ------------------ | ---------- | ------- |
| 1997 | Mistrzostwa Europy juniorów    | Lublana    | sztafeta 4 × 400 m | 5. miejsce | 3:36,56 |
| 1998 | Igrzyska młodzieży             | Moskwa     | bieg na 400 m      | 2. miejsce | 54,36   |
| 1999 | Mistrzostwa Europy juniorów    | Ryga       | bieg na 400 m      | eliminacje | 54,81   |
| 1999 | Mistrzostwa Europy juniorów    | Ryga       | sztafeta 4 × 400 m | 3. miejsce | 3:35,24 |
| 2000 | Mistrzostwa świata juniorów    | Santiago   | bieg na 400 m      | 2. miejsce | 52,78   |
| 2001 | I liga pucharu Europy          | Vaasa      | bieg na 400 m      | 1. miejsce | 52,96   |
| 2001 | Młodzieżowe mistrzostwa Europy | Amsterdam  | bieg na 400 m      | 3. miejsce | 53,25   |
| 2001 | Młodzieżowe mistrzostwa Europy | Amsterdam  | sztafeta 4 × 400 m | 2. miejsce | 3:32,38 |
| 2001 | Mistrzostwa świata             | Edmonton   | sztafeta 4 × 400 m | 7. miejsce | 3:27,78 |
| 2002 | Halowe mistrzostwa Europy      | Wiedeń     | sztafeta 4 × 400 m | 2. miejsce | 3:32,45 |
| 2006 | Superliga pucharu Europy       | Malaga     | bieg na 800 m      | 4. miejsce | 2:04,21 |
| 2006 | Mistrzostwa Europy             | Göteborg   | bieg na 800 m      | półfinał   | 2:01,25 |
| 2006 | Puchar świata                  | Ateny      | bieg na 800 m      | 5. miejsce | 2:01,53 |
| 2006 | Puchar świata                  | Ateny      | sztafeta 4 × 400 m | 5. miejsce | 3:27,22 |
| 2007 | Halowe mistrzostwa Europy      | Birmingham | bieg na 800 m      | półfinał   | 2:01,39 |
| 2007 | Halowe mistrzostwa Europy      | Birmingham | sztafeta 4 × 400 m | 4. miejsce | 3:30,31 |